# Hai Phượng
Hai Phượng (tựa phát hành tiếng Anh: Furie) là một bộ phim hành động năm 2019 của Việt Nam, do Studio 68 và NHV Entertainment sản xuất, và được phân phối bởi Lotte Entertainment Việt Nam. Bộ phim là dự án điện ảnh thứ bảy của đạo diễn Lê Văn Kiệt sau Bụi đời (2006), Ngôi nhà trong hẻm (2012), Bẫy cấp 3 (2012), Rừng xác sống (2014), Dịu dàng (2015) và Nữ đại gia (2016). Bộ phim do Lê Văn Kiệt đạo diễn và kịch bản được chấp bút bởi nhóm biên kịch A Type Machine. Phim có sự tham gia của Ngô Thanh Vân trong vai Hai Phượng cùng với Khánh Như, Khả Ngân, Mai Cát Vy, Phan Thanh Nhiên, Phạm Anh Khoa, Trần Thanh Hoa, Lê Trang, Yaya Trương Nhi, Pom, Lê Bình, Thạch Kim Long, Tuyền Mập, Thụy Mười, Đặng Trung Tuấn và Vỹ Hoàng.
Bộ phim là hành trình nghẹt thở và căng thẳng của bà mẹ đơn thân Hai Phượng (Ngô Thanh Vân) khi phải đối đầu với cả một đường dây tội phạm bắt cóc và buôn bán nội tạng xuyên quốc gia để cứu đứa con gái bé bỏng tên Mai (Mai Cát Vy). Để cứu được con, Hai Phượng chỉ có 14 tiếng đồng hồ truy đuổi bọn bắt cóc, và phải đối đầu với rất nhiều giang hồ cộm cán, sẵn sàng tiêu diệt bất cứ ai dám cản đường chúng. Hành trình cứu con của Hai Phượng càng trở nên gian nan và khó khăn hơn khi bất kỳ một sơ suất nhỏ nào cũng sẽ phải trả giá bằng mạng sống của chính cô và bé Mai.
Bộ phim được lên kế hoạch sản xuất vào năm 2014, và hoàn tất kịch bản vào năm 2016. Phim được ghi hình vào tháng 3 năm 2019 tại Cần Thơ. Trong quá trình quay phim, tai nạn xảy ra trong một cảnh quay tại Sa Đéc, khi Ngô Thanh Vân đã té hụt chân khiến đầu gối va chạm mạnh vào cạnh ghe gây nứt xương. Việc quay phim cũng được diễn ra ở Đồng Tháp. Bộ phim được công chiếu lần đầu ở Việt Nam vào ngày 22 tháng 2 năm 2019 và được phát hành ở Hoa Kỳ vào ngày 1 tháng 3. Phim nhận được nhiều phản hồi tích cực từ giới phê bình và công chúng về thiết kế mỹ thuật, diễn xuất và cốt truyện. Tác phẩm đạt nhiều thành công về mặt chuyên môn lẫn thương mại với doanh thu toàn cầu hơn 5 triệu đô la Mỹ, trở thành phim có doanh thu mở màn cao nhất và phim điện ảnh Việt Nam có tổng doanh thu cao nhất mọi thời đại vào thời điểm phát hành. Phim được Bộ Văn hóa, Thể thao và Du lịch Việt Nam chọn để tranh hạng mục Phim quốc tế hay nhất tại giải Oscar lần thứ 92 nhưng không được vào danh sách đề cử cuối cùng của Viện Hàn Lâm Mỹ.

## Nội dung
Hai Phượng sinh ra trong gia đình nhà võ, được người cha nghiêm khắc dạy võ từ khi còn nhỏ, lớn lên cô bỏ nhà đi bụi và trở thành nữ giang hồ ở chốn Sài thành. Khi phát hiện mình có thai, Phượng bỏ về vùng quê xa xôi sống ẩn dật. Cô sinh một đứa con gái, đặt tên là Mai. Năm bé Mai 10 tuổi, Phượng làm nghề đòi nợ mướn để lo cho con gái ăn học. Một hôm, bé Mai ra bờ sông ngồi thì bị bọn xấu bắt cóc, Phượng đánh gục vài tên giang hồ và cố gắng đuổi theo. Cô chạy xe máy trên bờ trong khi bọn bắt cóc bé Mai đi xuồng máy trên sông, nhưng cô không đuổi kịp.
Phượng sau đó xin đi nhờ một chiếc xe tải để lên Sài Gòn truy đuổi bọn bắt cóc. Lên đến Sài Gòn, Phượng tìm đến quán bar năm xưa để gặp Hương - cô bạn thân nhờ giúp đỡ. Hương từ chối và hướng dẫn Phượng đến đồn công an gần đó để khai báo. Trong đồn công an, Phượng phát hiện ra bọn bắt cóc con gái mình thuộc đường dây lớn chuyên bắt cóc trẻ em và bán nội tạng. Cô lấy trộm một số giấy tờ tài liệu của công an để đi điều tra một mình. Cô đến nhà của Trực - một tên tội phạm trong đường dây bắt cóc, đánh nhau với hắn một trận rồi thuyết phục hắn khai ra nơi ẩn náu của bọn bắt cóc.
Phượng tìm được hang ổ của bọn bắt cóc, đồng thời phát hiện bé Mai và nhiều đứa trẻ khác đang bị nhốt ở đây, cô đánh gục vài tên côn đồ nhưng không thể đánh lại nữ thủ lĩnh Thanh Sói võ nghệ cao cường. Trước khi ngất xỉu, Phượng nghe được mã số toa xe lửa mà bọn Thanh Sói sắp vận chuyển những đứa trẻ ra Phan Thiết. Bọn tội phạm sau đó thủ tiêu cô bằng cách quăng cô xuống sông, tuy nhiên cô được lực lượng công an cứu mạng. Tỉnh lại trong bệnh viện, Phượng gặp Lương - người chỉ huy công an đang điều tra những vụ bắt cóc trẻ em gần đây. Công an muốn giữ Phượng lại để không cho cô gây rắc rối nữa. Phượng bỏ chạy khỏi bệnh viện nhờ sự trợ giúp của cô y tá tốt bụng. Cô đến nhà người anh trai và hai anh em có cuộc cãi vã. Phượng gặp lại Lương, hai người cùng nhau ra nhà ga để tìm toa xe lửa của bọn Thanh Sói.
Trên chuyến xe lửa, một trận đánh ác liệt diễn ra giữa Phượng, Lương và đám thuộc hạ của Thanh Sói. Phượng đối đầu với Thanh Sói lần nữa, tiếp tục bị ả đánh tơi tả. Tưởng chừng như không thể gượng dậy nổi, nhưng Phượng nhớ lại lời dặn của ba mình là phải kiên cường, cô đứng dậy đánh trả quyết liệt. Đỉnh điểm là khi Thanh Sói dùng dao tấn công, Phượng chống trả thành công và giết chết ả, trong khi đó Lương gọi thêm hỗ trợ đến. Toa xe lửa dừng lại, lần này Phượng phải đối đầu với một nhóm tội phạm có trang bị súng ống, và cô bị thương. Lực lượng công an ập đến bắt giữ bọn tội phạm và giải cứu những đứa trẻ, hai mẹ con Phượng được đoàn tụ. Vụ việc triệt phá đường dây bắt cóc này được đưa lên bản tin. Cuối phim là cảnh Phượng nằm trong bệnh viện, và bé Mai xin mẹ dạy võ cho mình.

## Diễn viên
- Ngô Thanh Vân vai Hai Phượng:[8] Một cô gái có quá khứ tăm tối nhưng quyết định rời bỏ giang hồ, về miền Tây cùng bào thai trong bụng. Cô chọn nghề đòi nợ mướn để mưu sinh, chăm lo cho con gái tên Mai.
  - Khánh Như vai Hai Phượng (lúc nhỏ)
  - Khả Ngân vai Hai Phượng (lúc thiếu niên)
- Mai Cát Vy vai bé Mai[9]: Con gái của Hai Phượng, người bị mắc bệnh hiểm nghèo. Năm 10 tuổi, cô bị kẻ xấu bắt cóc.
- Phan Thanh Nhiên vai Cảnh sát Lương[10]: Một chỉ huy công an điều tra những vụ bắt cóc trẻ em.
- Phạm Anh Khoa vai Trực[11]: Một tên tội phạm trong đường dây bắt cóc.
- Trần Thanh Hoa vai Thanh Sói[12]: Một thủ lĩnh băng nhóm giang hồ, chuyên tìm bắt trẻ con để bán nội tạng ra nước ngoài.
- Lê Trang vai Y tá[13]: Một nhân viên y tá giúp Hai Phượng thoát khỏi bệnh viện đi tìm bé Mai.
- Yaya Trương Nhi vai Hương:[14] Bạn thân của Hai Phượng.
- Pom vai Cấp dưới của Lương
- Lê Bình vai Ba của Hai Phượng
- Thạch Kim Long vai Anh trai Hai Phượng
- Tuyền Mập vai Bà chủ cho vay tiền
- Thụy Mười vai Bà chủ tiệm cầm đồ[15]
- Đặng Trung Tuấn vai Tên giang hồ
- Vỹ Hoàng vai Em nuôi Hai Phượng

## Sản xuất

### Phát triển
Nhóm biên kịch A Type Machine bắt đầu viết kịch bản cho Hai Phượng vào năm 2016. Đây là dự án ấp ủ của Ngô Thanh Vân vào năm 2014. Theo kịch bản gốc, Mai là cô bé ốm yếu, hay bị bạn bè ở trường ăn hiếp, dẫn đến tự kỷ. Bé còn mắc chứng bệnh tim bẩm sinh và luôn trong tình trạng "cận kề cái chết". Ngay từ lúc bị bắt cóc, căn bệnh này đã khiến bé như "một chiếc đồng hồ đếm ngược". Đây đồng thời là mấu chốt khiến Hai Phượng phải khẩn trương trong hành trình giải cứu con. Sau khi chiến đấu đến cùng và tìm ra được con gái thì bé Mai đã chết vì căn bệnh hiểm nghèo. Hai Phượng đau đớn khi ở cạnh con.

## Âm nhạc

Bìa ca khúc chủ đề của phim

Caa khúc chủ đề "Trưa hè" do nam ca sĩ nhạc rock Phạm Anh Khoa sáng tác và thể hiện. Tuy nhiên, khi MV của ca khúc được Ngô Thanh Vân đăng tải đã vấp phải phản đối của khán giả vì nam ca sĩ vừa dính bê bối gạ tình vào năm trước.

## Phát hành

### Tại rạp
Hai Phượng được phát hành tại Việt Nam vào ngày 22 tháng 2 năm 2019 và Hoa Kỳ vào ngày 1 tháng 3. Trước đó, bộ phim được ấn định thời gian phát hành vào mùa thu năm 2018 nhưng sau đó đã bị lùi đến đầu năm 2019, do việc thỏa thuận phát hành phim tại các quốc gia khác.
Vào ngày 12 tháng 2 năm 2019, Studio 68, Well Go USA Entertainment và Arclight Films đã công bố thỏa thuận phát hành phim tại Hoa Kỳ, trở thành phim điện ảnh Việt Nam đầu tiên làm được điều này. Vào ngày 4 tháng 9, bộ phim được công bố sẽ ra rạp tại thị trường Trung Quốc từ ngày 20 tháng 9, trở thành phim điện ảnh Việt Nam đầu tiên được chiếu tại quốc gia này và là một trong số ít phim nhập ngoại được phân phối tại Trung Quốc vì hình thức kiểm duyệt phim khắt khe của chính phủ quốc gia này.

### Truyền thông gia đình
Tháng 3 năm 2019, Netflix ký thỏa thuận với Studio 68 để mua lại bản quyền phim, và chính thức phát hành toàn cầu trên Netflix từ ngày 22 tháng 5. Tại thị trường Bắc Mỹ, phim được chiếu trên Netflix vào tháng 9 năm 2019. Bộ phim cũng được phát hành trên một số dịch vụ chiếu phim theo yêu cầu ở Hoa Kỳ bao gồm Itunes, Comcast, Amazon, Google Play Movies & TV, Vudu, Playstation, Xbox, Fandango, Charter và Diriect TV.

## Đón nhận

### Doanh thu phòng vé
Hai Phượng đã thu về 122,899 tỷ đồng ở thị trường Việt Nam và khoảng 5,161 triệu đô la Mỹ ở các quốc gia khác, tổng doanh thu toàn cầu đạt 5,756 triệu đô la Mỹ. Đây là phim điện ảnh Việt Nam có doanh thu cao thứ hai mọi thời đại, phim điện ảnh Việt Nam có doanh thu mở màn cao nhất mọi thời đại và phim điện ảnh Việt Nam có doanh thu cao nhất năm 2019. Vào ngày 26 tháng 3 năm 2019, Hai Phượng vượt qua mốc doanh thu 200 tỉ đồng, trở thành phim điện ảnh Việt Nam đầu tiên đạt được thành tích này.

### Đánh giá chuyên môn
Trang web tổng hợp bài phê bình Rotten Tomatoes báo cáo tỷ lệ phê duyệt là 95%, với điểm trung bình là 6,4/10, dựa trên 21 bài phê bình, trang web viết: "Nếu lần tới Jennifer Garner muốn đóng phim hành động như Peppermint thì nên học hỏi từ Ngô Thanh Vân, một ngôi sao có sức lôi cuốn bùng nổ với những màn bẻ xương của võ thuật Việt Nam. Hai Phượng có lẽ là bộ phim giải trí nhất thuộc thể loại này kể từ khi Đột kích 2: Kẻ sát nhân tạo tiếng vang bên ngoài Indonesia năm năm trước." Trên Internet Movie Database, bộ phim có điểm trung bình là 6,3/10, dựa trên 65 bài đánh giá, cho thấy "các bài đánh giá nhìn chung là khá thuận lợi".
Hà Tuyết của Zing News đã ca ngợi sự bạo liệt và viết: "Hàng loạt pha hành động trong phim cho thấy sự đầu tư công phu. Khán giả được chiêu đãi những đòn đánh nhanh, hiểm, thông qua nhiều góc máy khác nhau và lối cắt dựng nhanh, chuyển cảnh hợp lý. Thủ thuật quay chậm hay rung lắc máy quay để tạo hiệu ứng gần như không được áp dụng trong phim." Douglas Davidson của Elements of Madness đã chấm điểm bốn trên năm, khen tác phẩm mang tính cá nhân và gần gũi, viết: "Phim mở đầu với nghề nghiệp của nhân vật chính để khán giả hiểu tính cách và kiểu chiến đấu của cô. Sau đó, phim thể hiện các giá trị cá nhân của cô trước khi giới thiệu vai con gái. Sau khi mâu thuẫn giữa hai nhân vật này được giới thiệu, loạt cảnh hành động mới bắt đầu". Ngược lại, Minh Tranh của Tuổi Trẻ Online đánh giá: "Mãn nhãn về hành động nhưng kịch bản của Hai Phượng lại đơn giản đến mức có phần khá hời hợt. Điều gì đã khiến Hai Phượng trở thành một người bất cần, bất mãn với cuộc sống đến thế khi cô sinh ra trong một gia đình khá yên ấm hoàn toàn không được lý giải."

### Giải thưởng
| Giải thưởng                 | Ngày diễn ra         | Hạng mục                            | Đề cử             | Kết quả       | T.k    |
| --------------------------- | -------------------- | ----------------------------------- | ----------------- | ------------- | ------ |
| Liên hoan phim châu Á Osaka | 17 tháng 3 năm 2019  | Phim xuất sắc nhất                  | Hai Phượng        | Đề cử         | [ 38 ] |
| Liên hoan phim châu Á Osaka | 17 tháng 3 năm 2019  | Diễn viên chính xuất sắc nhất       | Ngô Thanh Vân     | Đề cử         | [ 38 ] |
| Liên hoan phim Việt Nam     | 27 tháng 11 năm 2019 | Phim truyện điện ảnh xuất sắc nhất  | Hai Phượng        | Bông sen bạc  | [ 39 ] |
| Liên hoan phim Việt Nam     | 27 tháng 11 năm 2019 | Nữ diên viên chính xuất sắc nhất    | Ngô Thanh Vân     | Đề cử         | [ 39 ] |
| Liên hoan phim Việt Nam     | 27 tháng 11 năm 2019 | Nữ diễn viên phụ xuất sắc nhất      | Mai Cát Vi        | Đoạt giải     | [ 40 ] |
| Ngôi sao xanh               | 27 tháng 12 năm 2019 | Nữ diễn viên điện ảnh xuất sắc nhất | Ngô Thanh Vân     | Đoạt giải     | [ 41 ] |
| Ngôi sao xanh               | 27 tháng 12 năm 2019 | Nữ diễn viên phụ xuất sắc nhất      | Trần Thanh Hoa    | Đoạt giải     | [ 41 ] |
| Viện hàn lâm                | 9 tháng 2 năm 2020   | Phim quốc tế xuất sắc nhất          | Hai Phượng        | Vòng sơ tuyển | [ 42 ] |
| Cánh Diều Vàng              | 12 tháng 5 năm 2020  | Phim truyện điện ảnh xuất sắc nhất  | Hai Phượng        | Cánh diều bạc | [ 43 ] |
| Cánh Diều Vàng              | 12 tháng 5 năm 2020  | Thiết kế mỹ thuật xuất sắc nhất     | Nguyễn Minh Đương | Đoạt giải     | [ 44 ] |